# Jiří Šulc (spisovatel)
Jiří Šulc (* 1969 Praha) je český spisovatel.
Po vystudování Právnické fakulty Univerzity Karlovy v Praze pracoval patnáct let v české tajné službě. Poté pracoval pro Evropskou komisi v Bruselu. V současnosti[kdy?] pracuje v European GNSS Agency v Praze.
Za svůj literární debut s tématem atentátu na Heydricha, román Dva proti Říši, získal v roce 2007 Literární cenu Knižního klubu.
Své první dva romány autor napsal nejdřív v angličtině, do češtiny je přeložil poté, co pro ně nenašel nakladatele.

## Dílo
- Dva proti Říši (2007; 2.vydání 2012) – román o atentátu na Heydricha. Také jako audiokniha interpretovaná Ladislavem Frejem. Anglický překlad pod názvem "Hunting the Predator" publikován 2016 jako e-kniha.
- Operace Bruneval (2008) – román o úspěšné operaci britských výsadkářů v roce 1942 ve Francii.
- Mosty do Tel-Avivu (2010) – román z let 1946–1948 týkající se vztahu mezi Československem a vznikajícím Izraelem.
- Operace Stonewall (2011) – válečný román odehrávající se během Vánoc 1943, kdy se britské síly (včetně jednotek československé 311. perutě RAF) snaží v Atlantiku udržet námořní blokádu Třetí říše, kterou se chystá prorazit pět německých lodí.
- Zrádci (2012) – román z předválečného Československa let 1936–1938